# Bezirk Meran
Der Bezirk Meran war ein politischer Bezirk in der Gefürsteten Grafschaft Tirol. Der Bezirk umfasste Gebiete um die Stadt Meran, die auch Sitz der Bezirkshauptmannschaft war. Das Gebiet wurde nach dem Ersten Weltkrieg Italien zugeschlagen.

## Geschichte

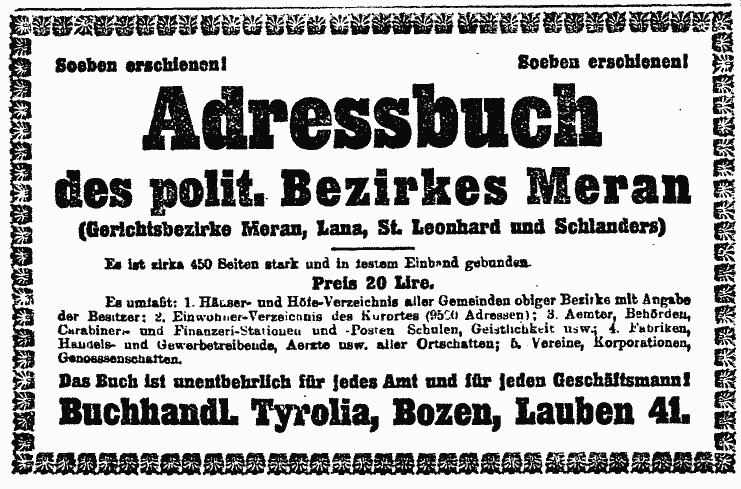
Anzeige für das Adressbuch des Bezirks Meran district im Tiroler vom 12. November 1921

Die modernen, politischen Bezirke der Habsburgermonarchie wurden 1868 im Zuge der Trennung der politischen von der judikativen Verwaltung geschaffen.
Der Bezirk Meran wurde 1868 aus den fünf Gerichtsbezirken Meran, Glurns, Lana, Passeier und Schlanders gebildet.
Per 1. Oktober wurden die Gerichtsbezirke Schlanders und Glurns aus dem Bezirk Meran ausgeschieden und zum Bezirk Schlanders erhoben.
Im Bezirk lebten 1869 55.014 Personen, wobei der Bezirk 7224 Häuser beherbergte und 41,66 Quadratmeilen umfasste.
Der Bezirk umfasste 1910 nach der Ausscheidung des Bezirks Schlanders eine Fläche von 1031,05 km² und beherbergte eine Bevölkerung von 55.619 Personen, davon hatten 49.168 Deutsch, 1.669 Italienisch oder Ladinisch und 4.782 eine andere Sprache als Umgangssprache angegeben oder waren Staatsfremde.
Der Bezirk bestand Ende Oktober 1916 aus drei Gerichtsbezirken.
Durch die Grenzbestimmungen des am 10. September 1919 abgeschlossenen Vertrages von Saint-Germain wurde der Bezirk Meran zur Gänze Italien zugeschlagen.